# Virginie Schwarz
 (avril 2023).
Pour les articles homonymes, voir Schwarz.
Ne pas confondre avec la cinéaste Virginie Schwartz
Virginie Schwarz est une ingénieur générale diplômée de l'École nationale supérieure des mines de Paris et haut fonctionnaire. Elle est spécialiste des politiques publiques du secteur de l'énergie, de l'environnement et du changement climatique. Elle a occupé la fonction de directrice de l’Énergie au sein du Ministère de l'Écologie entre 2014 et 2019. Elle a aussi travaillé au Programme des Nations unies pour le développement (PNUD) de 2007 à 2009 à New York, sur le changement climatique, et a siégé dans divers postes à l'Agence de l'environnement et de la maîtrise de l'énergie (ADEME), en particulier celui de directrice générale déléguée. Elle est depuis 2019 la présidente-directrice générale (PDG) de Météo France,.

## Biographie
Virginie Schwarz est ingénieure civile diplômée de l'École nationale supérieure des Mines de Paris, et ingénieure du corps des Mines. Elle exerce d'abord les fonctions de chef de division adjoint à la division du développement industriel de la Direction régionale de l'Industrie, de la Recherche et de l'Environnement (DRIRE) en île de France. Puis, elle dirige la sous-direction de l’électricité à la Direction générale de l'Énergie et du Climat (DGEMP) du ministère français de l'industrie jusqu'en 2003,.  
De 2003 à 2006 puis de 2009 à 2014, elle occupe plusieurs fonctions à Agence de l'environnement et de la maîtrise de l'énergie (ADEME),. 
De 2007 à 2009, Virginie Schwarz occupe à New York un poste au Programme des Nations unies pour le développement (PNUD) comme conseiller sur l’atténuation du changement climatique auprès du directeur chargé du Fonds Mondial pour l’Environnement. Elle participe notamment à la conception et au lancement d’une initiative de développement de plans territoriaux climat dans les pays en voie de développement. Virginie Schwarz devient directrice de l'énergie au ministère de la Transition écologique et solidaire en 2014. Elle s'implique particulièrement dans l'élaboration de la nouvelle stratégie française pour l'Énergie et le Climat au travers de la programmation pluriannuelle de l'Énergie.
Le 18 septembre 2019, Virginie Schwarz est nommé présidente directrice générale de Météo-France.
Elle est également membre du Conseil exécutif de l’Organisation météorologique mondiale (OMM) une institution spécialisée du système des Nations Unies, dont le siège est à Genève, administratrice du Grand port fluvio-maritime de l'axe Seine (HAROPA PORT) et du Service hydrographique et océanographique de la Marine (Shom), ainsi que de l'ONG Électriciens sans frontières et de l'Institut de la finance durable.